# Distritos do Benim
Distritos ou freguesias (arrondissements) referem-se ao terceiro nível de unidades administrativas do Benim, depois de Departamentos e comunas. Por sua vez contêm aldeias e muitas vezes pode ter vários bairros/quarteirões (quartiers):

## Alibori

### Banikoara
Banikoara  ·  Founougo  ·  Gomparou  ·  Goumori  ·  Kokey  ·  Kokiborou  ·  Ounet  ·  Sompérékou  ·  Soroko  ·  Toura

### Gogounou
Gogounou  ·  Bagou  ·  Gounarou  ·  Ouara  ·  Sori  ·  Zoungou-Pantrossi

### Candi
Candi I  ·  Candi II  ·  Candi III  ·  Angaradébou  ·  Bensékou  ·  Donwari  ·  Kassakou
Saah  ·  Sam  ·  Sonsoro

### Carimama
Carimama  ·  Birni-Lafia  ·  Bogo-Bogo  ·  Kompa  ·  Monsey

### Malanville
Malanville  ·  Garou  ·  Guénè  ·  Mandécali  ·  Tomboutou

### Ségbana
Ségbana  ·  Libantè  ·  Liboussou  ·  Lougou  ·  Sokotindji

## Atakora

### Boukoumbè
Boukoumbè  ·  Dipoli  ·  Korontière  ·  Kossoucoingou  ·  Manta  ·  Natta  ·  Tabota

### Cobly
Cobly  ·  Datori  ·  Kountori  ·  Tapoga

### Kérou
Kérou  ·  Brignamaro  ·  Firou  ·  Koabagou

### Kouandé
Kouandé  ·  Birni  ·  Chabi-Couma  ·  Fô-Tancé  ·  Guilmaro  ·  Oroukayo

### Matéri
Matéri  ·  Dassari  ·  Gouandé  ·  Nodi  ·  Tantéga  ·  Tchianhoun-Cossi

### Natitingou
Natitingou I  ·  Natitingou II  ·  Natitingou III  ·  Natitingou IV (Péporiyakou)  ·  Kotapounga  ·  Kouaba  ·  Koundata  ·  Perma  ·  Tchoumi-Tchoumi

### Péhunco
Péhunco  ·  Gnémasson  ·  Tobré

### Tanguiéta
Tanguiéta  ·  Cotiakou  ·  N'Dahonta  ·  Taiakou  ·  Tanongou

### Toucountouna
Toucountouna  ·  Kouarfa  ·  Tampégré

## Litoral
Cotonu